# 아날학파
아날학파(프랑스어: École des Annales 에콜 데 아날[a'nal][*])는 20세기 프랑스 사학자들에 의해 개발된 역사학 조류다. 주요 학술지였던 『사회과학사연보』에서 이름이 유래했다(연보 = annales). 정치외교사보다는 사회사를 중시하며, 마르크스주의 역사학의 계급분류에도 대개 반대한다.
주로 다루는 시대는 중세 말기에서 근세에 이르는 유럽사(즉 프랑스 대혁명 이전까지)다. 주요 학자들은 세대별로 다음과 같이 나뉜다. 1세대의 뤼시앵 페브르, 앙리 하우저, 마르크 블로크, 2세대의 페르낭 브로델, 조르주 뒤비, 피에르 고베르, 로베르 망드로, 피에르 쇼뉘, 카미유에르네스트 라브루세, 3세대의 필리프 아리에스, 마르크 페로, 에마뉘엘 르 루아 라뒤리, 피에르 노라, 자크 르 고프. 1세대와 3세대 아날학파는 심성사를, 2세대 아날학파는 경제사를 중시하는 경향을 보였다. 한편 앙드레 뷔르기에르, 로지에 샤르티에, 베르나르 르프티, 자크 레벨 등의 4세대는 심성사보다 문화적 전회, 언어적 전회를 강조했다.

## 같이 보기
- 역사학
- 구조주의
- 사회사